# Paul Finsler
Paul Finsler est un mathématicien suisse né le 11 avril 1894 à Heilbronn et mort le 29 avril 1970 à Zurich.
Le nom de Paul Finsler est connu pour les "espaces de Finsler" qui sont des variétés métriques plus générales que les variétés riemanniennes. C'est avec l'article "Les espaces de Finsler" de Élie Cartan en 1933 que le nom de Finsler sera connu d'un grand nombre de mathématiciens.

## Formation
- 1912 à 1918 : Études de mathématiques : Stuttgart, puis Göttingen.
- Reçoit les enseignements de : Born, Hecke, Hilbert, Klein, Landau, Prandtl, Runge.
- Thèse soutenue avec Constantin Carathéodory.

## Carrière
- 1922 : Habilitation. Lecteur à l'université de Cologne.
- 1927 : Professeur associé de mathématiques appliquées (géométrie descriptive) à l'université de Zurich (Suisse).
- 1944 : Professeur ordinaire (Zurich).
- 1959 : Retraite.

## Les contributions de Paul Finsler

### Théorie des ensembles
Paul Finsler a tout d'abord étudié la théorie des ensembles jusqu'en 1926. Il y développera alors des thèses sur la 'circularité', une approche personnelle d'une problématique méthodologie importante en théorie des ensembles : les conditions de définissabilité axiomatique. De nos jours c'est à l'axiome de fondation au sein de l'axiomatique du premier ordre 'ZFC', que l'on reconnait l'aptitude à répondre aux exigences techniques de définissabilité exigées. 
Contestées à l'époque, ces idées ont connu un regain d'actualité avec les travaux sur les hyperensembles de  Peter Aczel.
On rappelle que 'ZFC' est communément (!) daté par les historiens de la logique contemporaine, de 1922 pour l'apport principal dû à Fraenkel, et de 1926 pour les précisions de Skolem.

### Géométrie
L'apport de l'étude en 1918 de Paul Finsler réside dans une variation d'une hypothèse de base d'un théorie très importante : la théorie de Riemann des fondements de la géométrie.
Les espaces de Finsler ou "variétés de Finsler" sont des variétés topologiques (différentiables) qui se définissent par une MÉTRIQUE dont la définition reste LOCALE, mais sans être une forme quadratique (racine carrée d'une forme quadratique, plus précisément) de coordonnées locales, comme le spécifie la théorie riemannienne.
Très exactement, on impose seulement à l'expression d'un "petit élément de distance" d'être seulement une forme homogène du premier degré par rapport aux {\displaystyle dxi}.
Ainsi une variété de Riemann est un cas particulier d'espaces de Finsler,  localement euclidien.
E. Cartan mentionne deux points importants pour apprécier l'apport finslérien :
- Paul Finsler est le théoricien ayant su tirer les conclusions les plus générales de ces hypothèses affaiblies, hypothèses généralisant celles de Riemann, tout en conservant des résultats substantiels (sur les géodésiques, par exemple).
- Mais que pour autant, le concept de transport parallèle (Levi-Civita) éminemment important pour les théories riemanniennes, ne trouve pas de place naturelle dans les espaces définis par les conditions imposées par Finsler.

E. Cartan motive ainsi l'intérêt des espaces de Finsler par le fait qu'ils sont un cas d'espèce des espaces à connexion euclidienne les plus généraux, dont E. Cartan élabore la théorie.

### Astronomie
Paul Finsler était aussi astronome amateur. Il a découvert des comètes.

### Philosophie métaphysique
Il a rédigé en 1958 un opuscule de métaphysique De la vie après la mort.
Dans un essai consacré à cet ouvrage au titre 'surprenant', Daniel Parrochia propose des rapprochements possibles entre les opinions scientifiques et philosophiques du mathématicien suisse.

### Philosophie des sciences
Attaché fortement à un idéalisme platonicien, plusieurs textes de Paul Finsler furent publiés dans Dialectica, la revue de l'épistémologue suisse Ferdinand Gonseth.